# Gustaf Axel Broling
Gustaf Axel Broling, född 13 mars 1831 i Stockholm, död 11 juli 1904 i Sankt Petersburg, Ryssland, var en svensk militär och tecknare.
Han var son till Carl Broling och Sophia Maria Willberg samt bror till tecknaren  Ida Maria Charlotta Broling och brorson till Gustaf Broling. Han gifte sig 1857 med Wilhelmina von Hejden.
Broling var ursprungligen militär men efter att han erhöll avsked arbetade han vid ett stentryckeri i Düsseldorf. Därefter studerade han konst i Paris omkring 1880 vistades han i S:t Petersburg.  Broling var verksam som illustratör i ett flertal tidningar, bland annat Ny illustrerad tidning, Illustrated London News och Illustrirte Zeitung. 
Broling är representerad vid Göteborgs konstmuseum med en tuschlavyr med ett ryskt motiv och Nationalmuseum i Stockholm, Smålands museum och Uppsala universitetsbibliotek.